# Sandoyar sýsla

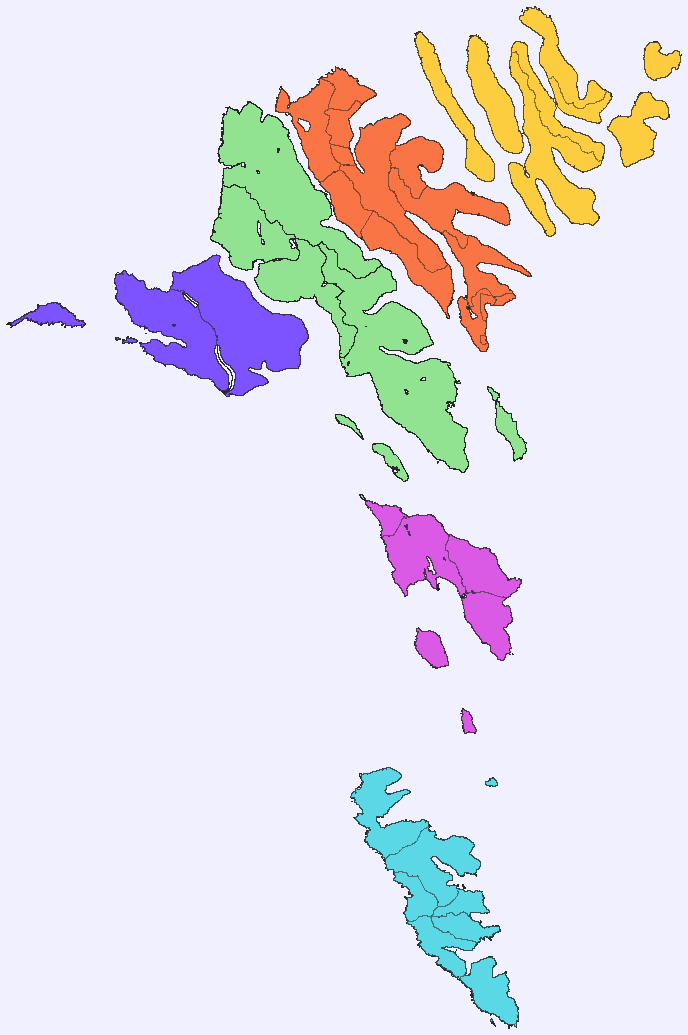
Översiktskarta, Sandoyar sýsla i lila

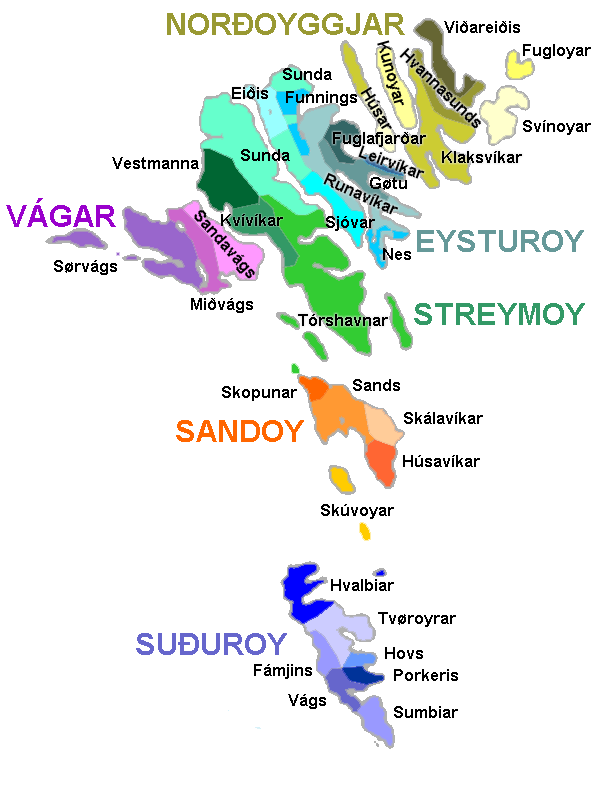
Kommunöversikt

Sandoyar sýsla (danska Sandø, Sandö syssel) är en av Färöarnas 6 sýslur (Färöarnas regioner).

## Geografi
Sandoyar sýsla ligger i landets mellersta del och har en area av cirka 125 km².
Regionen omfattar hela ön Sandoy och småöarna Skúvoy och Stóra Dímun.
Befolkningen uppgår till cirka 1 500 invånare  och huvudorten är Sandur.
Sandoy är Färöarnas femte största ö.

## Indelning
Regionen är indelad i 5 kommuner (kommunur).
- Húsavíkar kommuna
- Sands kommuna
- Skálavíkar kommuna
- Skopunar kommuna
- Skúvoyar kommuna

## Historia
Färöarnas regioner har använts som administrativ indelning sedan lång tid och bygger på de historiska områdena på Färöarna. Varje syssel styrdes traditionellt av en Sýslumaður (sysselmannen) och ett Várting (Vårting).
Under den danska reformationen år 1536 avskaffades den danska sysselindelningen helt medan de kvarstår på Färöarna.
Före 1957 utgjorde regionerna även landets valkretsar innan man ändrade valkretsarnas gränser för att öka balansen vid val .